# 21 janvier 2019
Le lundi 21 janvier 2019 est le 21e jour de l'année 2019.

## Décès
Par ordre alphabétique.
- Marcel Azzola, accordéoniste français ;
- Henri d’Orléans, comte de Paris, prétendant orléaniste au trône de France.
- Emiliano Sala, footballeur italo-argentin.
- Harris Wofford, homme politique américain.

## Événements
- Un attentat des Talibans contre l'armée afghane fait environ 100 morts.
- éclipse totale de Lune, visible depuis le nord-ouest de l'Afrique, l'Europe, et les Amériques, un impact météorique est observé au tout début de la phase de totalité .
- Insurrection au Venezuela d'une petite partie de la Garde nationale bolivarienne et de manifestants sympathisants qui appellent à destituer Nicolás Maduro, les insurgés sont tous capturés par des soldats loyalistes et la police[1].
- Le Piper PA-46 Malibu transportant le footballeur argentin Emiliano Sala et son pilote David Ibbotson s'abime dans la Manche.